# Jean de Cairol de Madaillan
Jean de Cairol de Madaillan, parfois écrit « Madailhan », né à Limoux en 1712 et mort en 1788, est un évêque catholique français, évêque de Vence de 1770 à 1771, puis de Grenoble de 1771 à 1779.

## Biographie
Jean de Cairol de Madaillan est né en 1712, à Limoux.
On le retrouve archidiacre d'Alet, sous l'épiscopat de la Cropte de Chantérac puis de Narbonne. D'abord évêque in partibus de Sarepte (de), consacré par le cardinal de la Roche Aymon, archevêque de Narbonne, le 3 aout 1760, il fut nommé à Vence en 1769, où il ne fit qu'un bref passage. Il fut ensuite très vite nommé au siège de Grenoble en 1771. Il ne se fit guère plus remarquer dans la capitale dauphinoise, se contentant de faire démolir de vieilles maisons attenantes à l’évêché pour y installer un jardin. Il démissionna en 1779, sans doute pour raison de santé. et il retourna vivre dans sa région d'origine, c'est-à-dire, dans l'actuel département de l'Aude. Il réside alors à Routier (région de Limoux), où il meurt en 1788 (?) et où se trouve encore sa tombe que l'on peut voir dans l'une des chapelles au fond de la nef. 
Il est abbé commendataire de l'abbaye Saint-André de Villeneuve-lès-Avignon de 1773 à 1779.

## Armoiries
Son sceau représentait un écu : de gueules à un sautoir d’or, timbré d’une couronne ducale, placée entre une mitre et une crosse, surmonté d’un chapeau à dix houppes.